# Canal de Jonage
Der Canal de Jonage ist Teil eines französischen Hochwasserschutzes, der im östlichen Ballungsraum von Lyon Überflutungen durch die Obere Rhône verhindern soll. Dies erfolgt dadurch, dass in diesem Gebiet die Rhône in die zwei Arme Canal de Miribel und Canal de Jonage aufgeteilt wird. Der Bau dieser Kanäle hatte zum Ziel, die Rhône im Gebiet der Insel Miribel, wo es bei Hochwasser zu großen Überflutungen und Sumpfbildungen kam, zu regulieren und damit die Großstadt Lyon zu schützen. Da die Obere Rhône für die Schifffahrt ohnehin kaum geeignet ist, werden die Kanäle nicht – oder nur am Rande – für den Schiffsverkehr genutzt. Der Canal de Jonage wurde darüber hinaus für die Stromgewinnung durch Errichtung eines Wasserkraftwerkes genutzt. Das zwischen den beiden Kanälen urbar gemachte Gebiet bildet heute das Naturschutzgebiet Grand Parc de Miribel-Jonage.

## Geografie
Der Canal de Jonage wurde beim bereits früher errichteten Canal de Miribel von der Oberen Rhône abgezweigt. Der in einem Bogen über Süd verlaufende Canal de Jonage trifft in der Stadt Lyon wieder mit dem Canal de Miribel zusammen, und beide werden ab dort wieder gemeinsam als Rhône bezeichnet.

## Verlauf und technische Infrastruktur
Die Abzweigung der beiden Kanäle erfolgt an der Gemeindegrenze von Jons und Niévroz. Der Canal de Jonage passiert auf seinem Weg die Départements Rhône und Métropole de Lyon und erreicht nach insgesamt rund 21 Kilometern im Gemeindegebiet von Villeurbanne erneut den Canal de Miribelle. Etwa 1,5 Kilometer vor der Mündung mündet von rechts die Vieux Rhône ein – ein Relikt des ehemaligen Flussverlaufes – die zuvor vom Canal de Miribel abzweigt.
Zur Stromgewinnung am Kanal wurden folgende technische Anlagen errichtet:
- Stauwehr mit Kraftwerksanlage (Barrage hydroélectrique de Jonage – das sich eigentlich in Meyzieu befindet) mit einfacher Schiffsschleuse (105 × 16 m),
- Überlaufanlage zur Hochwasserentlastung (Deversoir d’Herbens),
- Stausee Grand-Large als Wasserreserve für das Kraftwerk, heute auch als Sportboothafen und für Freizeitaktivitäten genutzt,
- Kraftwerkszentrale (Centrale hydroélectique de Cusset) zwischen Vaulx-en-Velin und Villeurbanne mit Doppelschleuse (je 105 × 16 m).

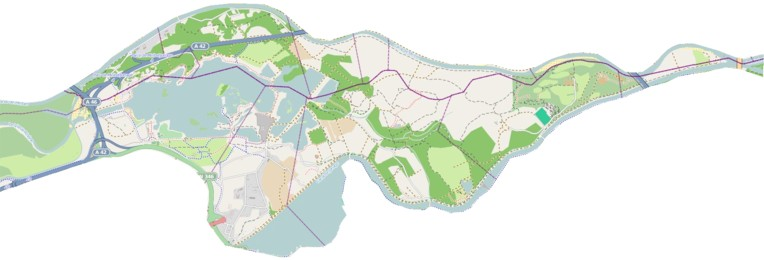
Plan Grand Parc de Miribel-Jonage. Nördliche Grenze Canal de Miribel, im Süden Canal de Jonage
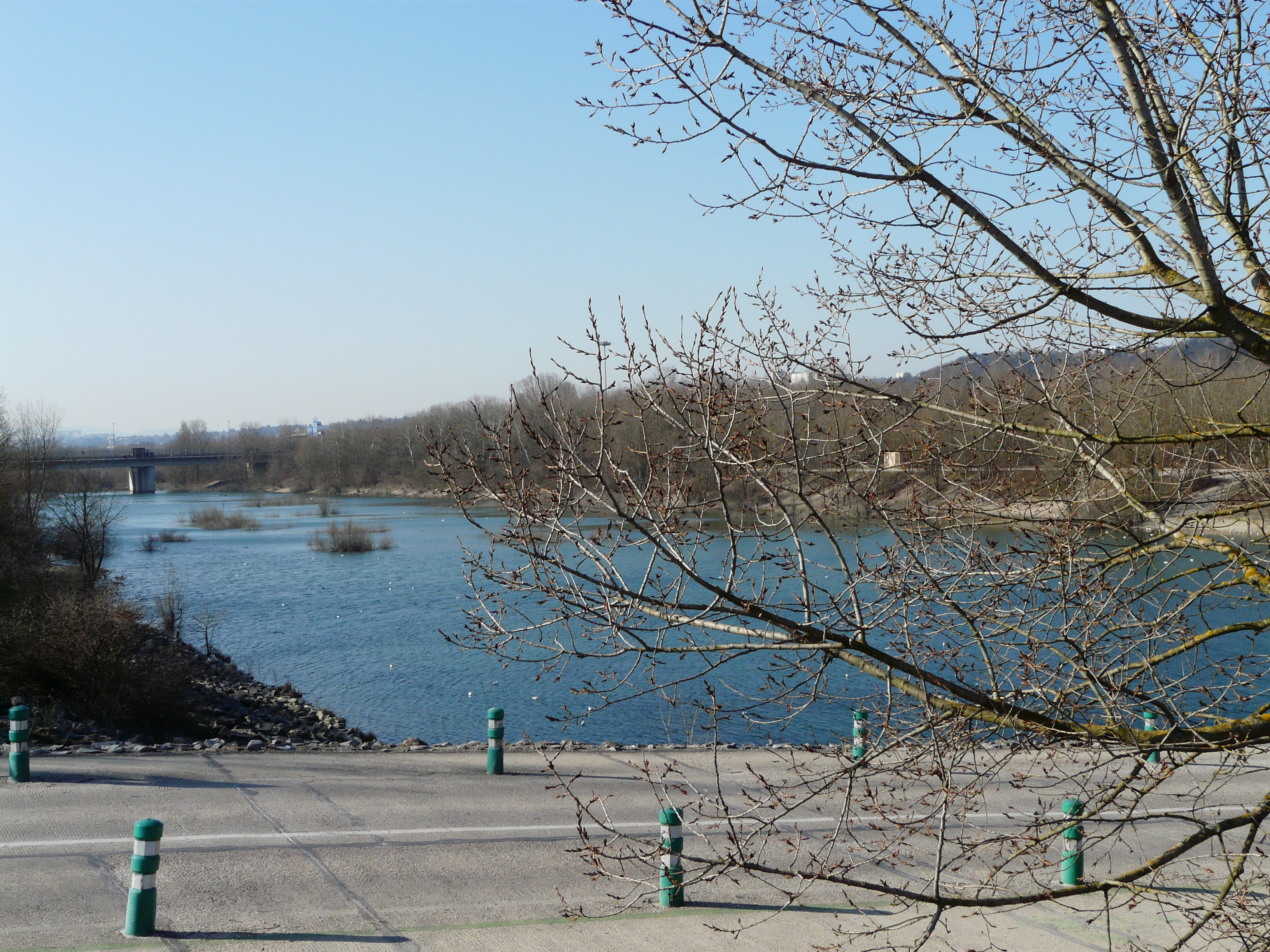
Die Vieux Rhône im Grand Parc de Miribel-Jonage
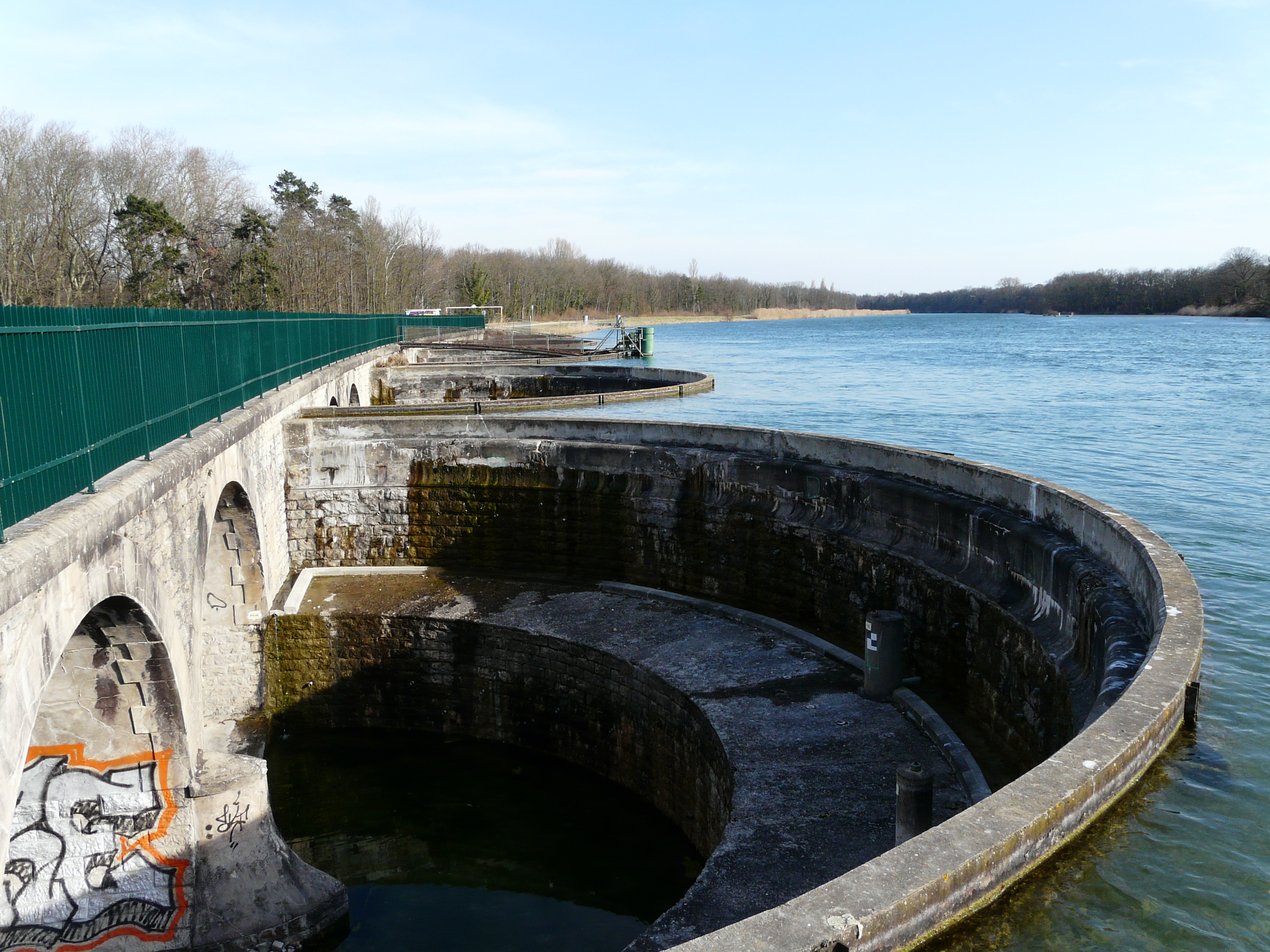
Überlaufanlage Richtung Vieux Rhône Deversoir d’Herbens
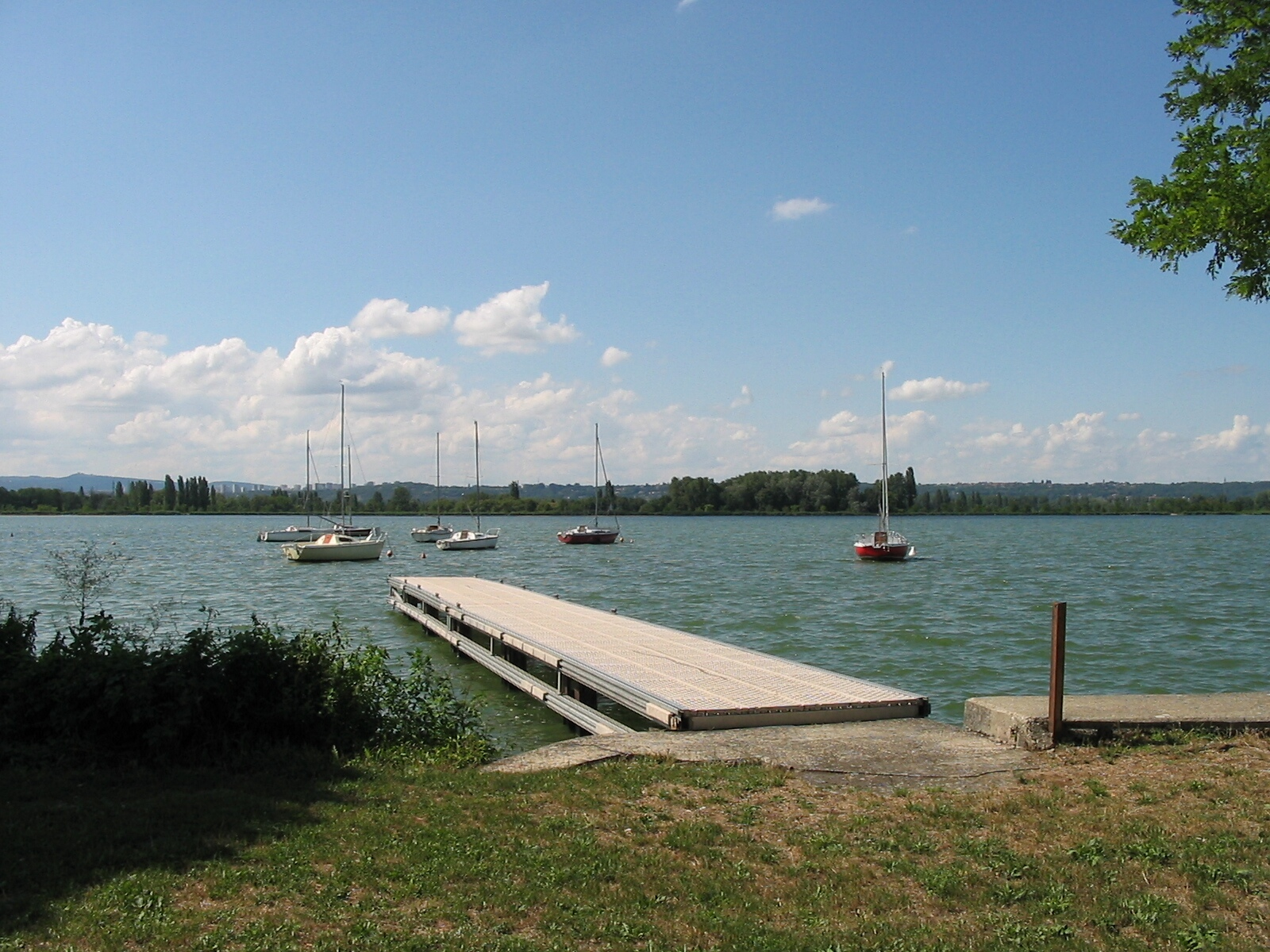
Stausee Grand-Large mit Sportboothafen
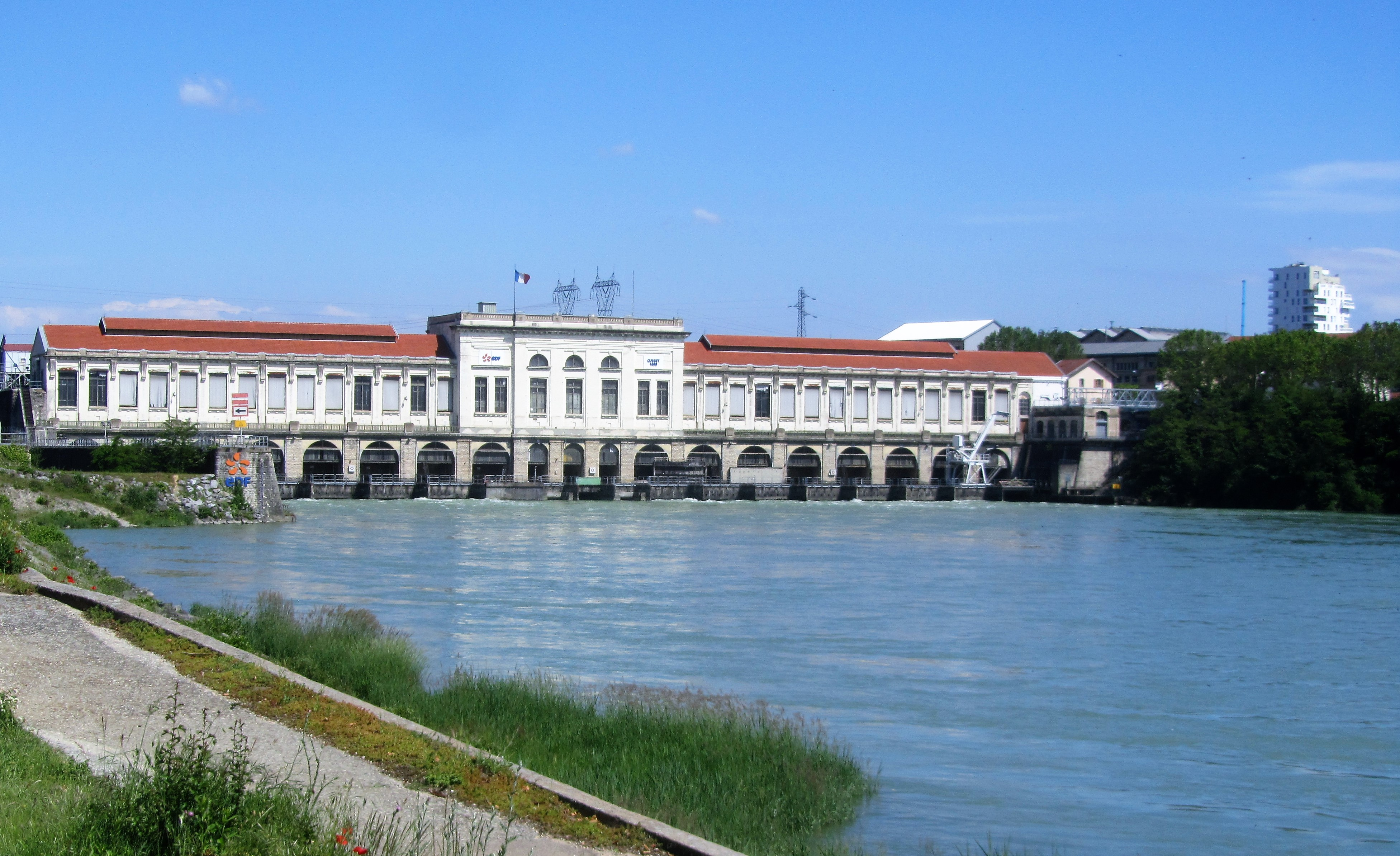
Kraftwerkszentrale Centrale hydroélectique de Cusset
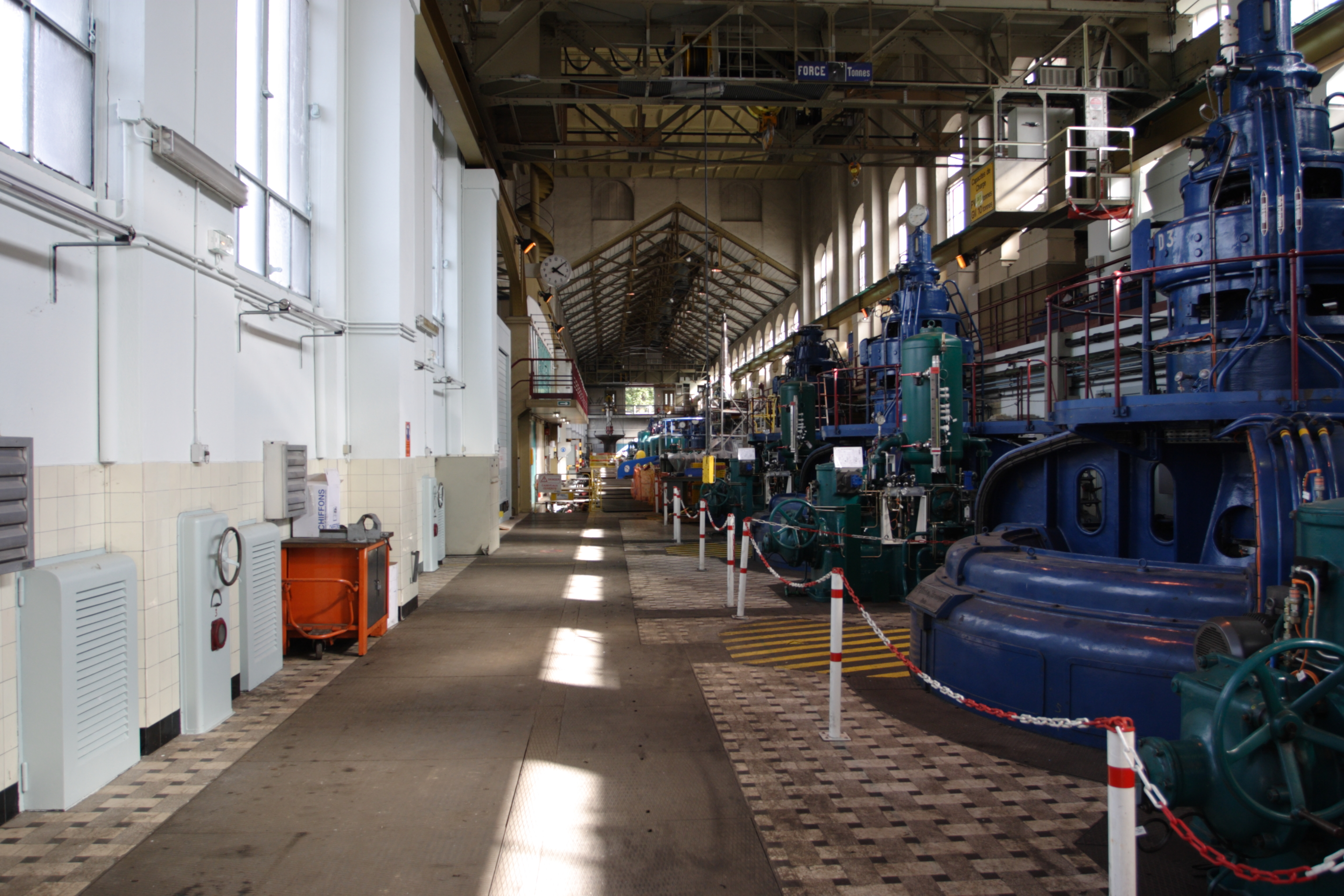
Kraftwerkszentrale – Innenansicht

Im Ballungsraum von Lyon trifft der Kanal auf eine Reihe von hochrangigen Verkehrsverbindungen. Es sind dies (in Fließrichtung gesehen):
Autobahn A432, Hochgeschwindigkeitsstrecke LGV Rhône-Alpes, Nationalstraße N346 und Autobahn A42.

### Koordinaten
- Ausgangspunkt des Kanals: 45° 48′ 41,4″ N, 5° 5′ 21,5″ OKoordinaten: 45° 48′ 41,4″ N, 5° 5′ 21,5″ O[2]
- Endpunkt des Kanals: 45° 47′ 21,1″ N, 4° 52′ 25,7″ O[3]

### Orte am Kanal
- Jons
- Jonage
- Meyzieu
- Décines-Charpieu
- Vaulx-en-Velin
- Villeurbanne

## Geschichte
Bis ins 19. Jahrhundert bildeten die dortigen Arme der Rhône (heute Vieux Rhône genannt) ein etwa 15 Kilometer langes und vier Kilometer breites Delta in der Talsohle östlich von Lyon. Während diese Feuchtzonen eine teilweise Aufnahme der saisonalen Überschwemmungen ermöglichten, führte die Verschiebung der Arme je nach Hochwasser zu häufigen Streitigkeiten zwischen den Ufergemeinden über die Besitzverhältnisse der überfluteten Landflächen. Im Jahr 1848 gruben die vielen damals arbeitslosen Einwohner von Lyon den Canal de Miribel als Ersatz für die Vieux Rhône, um den Fluss aus der Talsohle abzulenken, für die Schifffahrt zu erschließen und die Feuchtzonen zu stabilisieren. Der 18 Kilometer lange Kanal wurde 1857 fertiggestellt. In Summe war er jedoch ein durchschlagender Misserfolg, weil er am nördlichen Ufer entlang einer Geländestufe angelegt wurde, die bei Hochwasser unterspült wurde, wobei die dadurch freigesetzten Schlick und Geröllmassen bald wieder den Kanal verlegten und für die Schifffahrt unpassierbar machten.
Sein Bau führte jedoch zum Austrocknen einiger Altarme und zur Stabilisierung der Inseln im Feuchtgebiet. Von da an entwickelte sich dort der Auwald, ein natürliches Ökosystem, das auf Schwemmland angelegt ist.
Ende des 19. Jahrhunderts stieg mit der Industrialisierung im Großraum von Lyon der Bedarf an Elektrischer Energie. So begann man 1894 mit dem Bau des Jonage-Kanals und den Kraftwerken, die von ihm versorgt werden sollten. 3000 Menschen haben auf der Baustelle gearbeitet, um die bautechnischen Voraussetzungen zu schaffen. Der Bau wurde 1899 abgeschlossen, das Wasserkraftwerk mit einer Leistung von 7000 kW war damals das leistungsstärkste der Welt. Es ist heute ein geschütztes Kulturerbe.
Um die Schiffbarkeit zur Oberen Rhône sicherzustellen, wurden in den beiden Staudämmen in Jonage und Cusset Schiffsschleusen eingebaut, die nach damaligen Verhältnissen groß dimensioniert waren (105 × 16 m). Aufgrund der schlechten Schiffbarkeit auf der Rhône oberhalb des Kanals wurden die Schleusen aber nur wenig genutzt und sind heute außer Betrieb. Ein Touristenboot befährt derzeit nur die Strecke zwischen den beiden Schleusenanlagen.
1937 ermöglichte der Bau des Jons-Staudamms am Einlauf zum Miribel-Kanal eine variable Regulierung der Wassermengen zum Kraftwerk Cusset.
Zwischen den beiden Kanälen ist ein Naturschutzgebiet entstanden, das im Grand Parc de Miribel-Jonage das ganze Jahr über Naturentdeckungen und viele andere Freizeitaktivitäten ermöglicht.

## Zukunft
Seit 2016 wird am Projekt „Anneau Bleu“ geplant, das 13 Jahre dauern soll und unter anderem eine Erneuerung des Canal de Jonage mit seinen Schleusenanlagen vorsieht. Ziel ist es, den Kanal umfassend zu sanieren.